# جنوب شرقي (اتجاه)
الْجَنوب الشَّرْقِيّ هو أحد الإتجاهات الفرعية ويقع بين الإتجاهين الأصليين الجنوب والشرق ويستخدم قي تحديد الإتجاهات بالبوصلة أو على الخرائط.